# Залцкотен
Залцкотен (њем. Salzkotten) град је у њемачкој савезној држави Северна Рајна-Вестфалија. Једно је од 10 општинских средишта округа Падерборн. Према процјени из 2010. у граду је живјело 24.913 становника. Посједује регионалну шифру (AGS) 5774036, NUTS (DEA47) и LOCODE (DE SZN) код.

## Географски и демографски подаци
Залцкотен се налази у савезној држави Северна Рајна-Вестфалија у округу Падерборн. Град се налази на надморској висини од 97 метара. Површина општине износи 109,6 km². У самом граду је, према процјени из 2010. године, живјело 24.913 становника. Просјечна густина становништва износи 227 становника/km².

## Међународна сарадња
| Мјесто         | Држава    | Врста сарадње | Од    |
| -------------- | --------- | ------------- | ----- |
| Серизи ла Форе | Француска | партнерство   | 1973. |
|                | Француска | партнерство   | 1982. |
|                | Француска | партнерство   | 1991. |
| Зефелд         | Аустрија  | партнерство   | 1997. |
| Извор          |           |               |       |